# Glasbachtal
Das Glasbachtal ist ein vom Landratsamt Villingen am 10. August 1954 durch Verordnung als Landschaftsschutzgebiet ausgewiesenes Wiesental in Königsfeld im Schwarzwald im Schwarzwald-Baar-Kreis, im Südwesten Deutschlands.
Das Tal wurde ursprünglich nach den dort liegenden Höfen benannt, die heimische Glaswaren erzeugten. In unmittelbarer Nähe zu viel Wald, und der daraus resultierenden Möglichkeit, Holzkohlemeiler zu betreiben, war die Glasbrennerei machbar.

## Lage
Das Schutzgebiet liegt nördlich von Buchenberg. Durch das Glasbachtal fließt der Glasbach, der am Brogen entspringt und Hauptquellbach des Fischbachs und damit auch der hydrographische Hauptstrang des Neckars ist.

## Flora und Fauna
Auf den naturbelassenen Wiesen des 160 Hektar großen Gebiets finden sich unter anderem Waldläusekraut, Bärwurz, Fett- und Knabenkraut. Sie bieten Lebensraum für Schmetterlinge wie Randring-Perlmuttfalter, Baldrian-Scheckenfalter, Aurorafalter, Kleines Wiesenvögelchen, Bibernell-Widderchen und andere Widderchen. Seit 1985 wird ein Teil des Gebiets von einer Ortsgruppe des BUND betreut, die unter anderem Tümpel für Amphibien anlegte.

## Tourismus
Das Glasbachtal ist seit 2004 durch einen ausgeschilderten Rundwanderweg erschlossen, über den historische Höfe und Mühlen besichtigt werden können.

## Zusammenhängende Schutzgebiete
Teile des Landschaftsschutzgebiets gehören zum FFH-Gebiet Baar, Eschach und Südostschwarzwald. Das Glasbachtal liegt zudem im Naturpark Südschwarzwald.